# Diego Nunes (lutador)
Diego Torresean Nunes (Caxias do Sul, 30 de novembro de 1982) é um lutador de MMA brasileiro.

## Carreira no MMA
Nunes iniciou sua carreira no MMA em maio de 2004, quando derrotou Jorge Santos Velho por nocaute técnico. Após sua primeira vitória, Nunes iniciou uma seqüência de dez vitórias seguidas todas no primeiro round, vencendo tanto por nocaute quanto por finalização. Após finalizar Marcelo Franca no Shooto: Brazil 8, Nunes teve a oportunidade de lutar fora do Brasil em um evento americano, o WEC.

### World Extreme Cagefighting
Em sua estreia no WEC 37, Diego derrotou Cole Province por decisão unânime (30–27, 30–27, 29–28). Nunes foi escalado para lutar Cub Swanson no card preliminar do WEC 40, mas uma lesão na mão apenas alguns dias antes da luta, forçou Diego cancelar a luta. Seu retorno ao evento foi no WEC 42 em 9 de agosto de 2009, onde Nunes acabou derrotando o também brasileiro Rafael Dias por decisão unânime (30-27, 30-27, 30-27). 
Nunes sofreu sua primeira derrota profissional contra o wrestler LC Davis por decisão unânime no WEC 44. Em seu próximo desafio Diego enfrentaria Leonard Garcia em 06 de março de 2010 no WEC 47, porém uma nova lesão forçou Nunes a se retirar da luta, o ex-lutador do UFC George Roop o substituiu no combate.
Nunes retornaria ao WEC para enfrentar um dos principais nomes da divisão, o brasileiro Raphael Assunção em 20 de junho de 2010 no WEC 49. Em uma luta de trocação franca, Nunes conseguiu impor seu Muay Thai através de fortes chutes na perna de Assunção, após um combate franco, Nunes acabou vencendo por decisão dividida (30–27, 29–28, 28–29), depois do anuncio da vitória Diego começou a chorar muito emocionado por ter conseguido uma grande vitória. Nunes ainda enfrentou Tyler Toner em 30 de setembro de 2010 no WEC 51, onde venceu por decisão unânime.

### Ultimate Fighting Championship
Em 28 de outubro de 2010, o World Extreme Cagefighting se fundiu com o Ultimate Fighting Championship (UFC). Como parte da fusão, todos os lutadores do WEC foram transferidos para o UFC. Mirando no topo da divisão dos pesos penas do UFC, Nunes enfrentou o ex-campeão dos pesos penas do WEC, Mike Brown em 01 de janeiro de 2011 no UFC 125. No combate, Nunes mostrou toda a variação do seu Muay Thai acertando Brown várias vezes no primeiro round, porém no final do round, Brown acertou um direita no olho de Nunes prejudicando sua visão. Nos rounds seguintes, Nunes continuou a trocar com Brown, porém sem a mesma contundência do primeiro round, Brown ainda conseguiu reverter a situação com boas quedas. No final, Nunes venceu por decisão dividida (29-28, 29-28, 28-29).
Nunes acertou um novo combate para 11 de junho de 2011, no UFC 131, em Vancouver, Canadá, contra o recém chegado a divisão dos pesos penas, Kenny Florian. No combate a estratégia de Florian foi buscar as quedas, no primeiro round conseguiu evitar os golpes de Nunes e derrubar seu adversário porém foi surpreendido no final do round com um cruzado de Nunes que levou Florian a knockdown. No segundo round conseguiu derrubar Nunes duas vezes, porém quando o brasileiro o derrubou Florian aplicou várias cotoveladas na cabeça de seu adversário abrindo um corte. No ultimo round, Nunes sentindo o efeito das cotoveladas, não conseguiu achar Florian que dominou o round até o segundos finais, onde Nunes o acertou novamente quase fazendo Florian cair de novo. Na decisão Nunes acabou perdendo por unanimidade (29-28, 29-28, 30-27).
Nunes era esperado para enfrentar Manny Gamburyan em 24 de setembro de 2011 no UFC 135, porém uma lesão no ombro tirou Gamburyan do evento. Mas em 29 de agosto, Nunes confirmou que havia sido retirado do card.
Nunes/Gamburyan eventualmente aconteceu em 30 de dezembro de 2011 no UFC 141. Nunes venceu a luta por decisão unânime.
Nunes em seguida enfrentou Dennis Siver em 14 de abril de 2012 no UFC on Fuel TV: Gustafsson vs. Silva. Ele perdeu por decisão unânime.
Nunes enfrentou Bart Palaszewski em 5 de outubro de 2012 no UFC on FX: Browne vs. Silva. Após três rounds, Nunes venceu a luta por decisão unânime (30-27, 29-28 e 30-27). A performance dos dois lhes rendeu o prêmio de Luta da Noite.
Nunes enfrentou Nik Lentz em 19 de janeiro de 2013 no UFC on FX: Belfort vs. Bisping. Ele perdeu a luta por decisão unânime e consecutivamente foi retirado da promoção.

### Bellator MMA
Após ser demitido do UFC Nunes assinou um contrato com o Bellator MMA, e em sua estréia enfrentou Patricio Freire em 13 de setembro de 2013 no Bellator 99 pelas Quartas de Final do Torneio de Penas da Nona Temporada. Ele perdeu por nocaute.
Diego ainda teve outra chance no Torneio de Penas da 10ª Temporada. Ele enfrentou Matt Bessette em 28 de fevereiro de 2014 no Bellator 110, e ele perdeu por decisão dividida.

## Prêmios e bônus da noite
- Ultimate Fighting Championship
  - Luta da Noite (1 vez)

## Cartel no MMA
| Cartel no MMA   |             |            |
| 25 lutas        | 19 vitórias | 6 derrotas |
| Por nocaute     | 6           | 1          |
| Por finalização | 6           | 0          |
| Por decisão     | 7           | 5          |

| Res.    | Cartel | Oponente               | Método                            | Evento                               | Data       | Round | Tempo | Local                       | Notas                                                   |
| ------- | ------ | ---------------------- | --------------------------------- | ------------------------------------ | ---------- | ----- | ----- | --------------------------- | ------------------------------------------------------- |
| Vitória | 19-6   | Joachim Hansen         | Nocaute (soco)                    | Superior Challenge 11                | 29/11/2014 | 2     | 1:51  | Södertälje                  | Venceu o Superior Challenge Featherweight Championship. |
| Derrota | 18-6   | Matt Bessette          | Decisão (dividida)                | Bellator 110                         | 28/02/2014 | 3     | 5:00  | Uncasville, Connecticut     | Quartas de Final do Torneio de Penas da 10ª Temporada.  |
| Derrota | 18-5   | Patricio Freire        | Nocaute (soco)                    | Bellator 99                          | 13/09/2013 | 1     | 1:19  | Temecula, California        | Quartas de Final do Torneio de Penas da 9ª Temporada.   |
| Derrota | 18-4   | Nik Lentz              | Decisão (unânime)                 | UFC on FX: Belfort vs. Bisping       | 19/01/2013 | 3     | 5:00  | São Paulo                   |                                                         |
| Vitória | 18-3   | Bart Palaszewski       | Decisão (unânime)                 | UFC on FX: Browne vs. Pezão          | 05/10/2012 | 3     | 5:00  | Minneapolis, Minnesota      | Luta da Noite                                           |
| Derrota | 17-3   | Dennis Siver           | Decisão (unânime)                 | UFC on Fuel TV: Gustafsson vs. Silva | 14/04/2012 | 3     | 5:00  | Estocolmo                   |                                                         |
| Vitória | 17-2   | Manvel Gamburyan       | Decisão (unânime)                 | UFC 141: Lesnar vs. Overeem          | 30/12/2011 | 3     | 5:00  | Las Vegas, Nevada           |                                                         |
| Derrota | 16–2   | Kenny Florian          | Decisão (unânime)                 | UFC 131: Dos Santos vs. Carwin       | 11/06/2011 | 3     | 5:00  | Vancouver, British Columbia |                                                         |
| Vitória | 16–1   | Mike Brown             | Decisão (dividida)                | UFC 125: Resolution                  | 01/01/2011 | 3     | 5:00  | Las Vegas, Nevada           | Estréia no UFC.                                         |
| Vitória | 15–1   | Tyler Toner            | Decisão (unânime)                 | WEC 51: Aldo vs. Gamburyan           | 30/09/2010 | 3     | 5:00  | Broomfield, Colorado        |                                                         |
| Vitória | 14–1   | Raphael Assunção       | Decisão (dividida)                | WEC 49: Varner vs. Shalorus          | 20/06/2010 | 3     | 5:00  | Edmonton, Alberta           |                                                         |
| Derrota | 13–1   | LC Davis               | Decisão (unânime)                 | WEC 44: Brown vs. Aldo               | 18/11/2009 | 3     | 5:00  | Las Vegas, Nevada           |                                                         |
| Vitória | 13–0   | Rafael Dias            | Decisão (unânime)                 | WEC 42: Torres vs. Bowles            | 09/08/2009 | 3     | 5:00  | Las Vegas, Nevada           |                                                         |
| Vitória | 12–0   | Cole Province          | Decisão (unânime)                 | WEC 37: Torres vs. Tapia             | 03/12/2008 | 3     | 5:00  | Las Vegas, Nevada           |                                                         |
| Vitória | 11–0   | Marcelo Franca         | Finalização (guilhotina)          | Shooto: Brazil 8                     | 30/08/2008 | 1     | 2:20  | Rio de Janeiro              |                                                         |
| Vitória | 10–0   | Henrique Mello         | Nocaute Técnico (chute na cabeça) | Top Fighting Championships 3         | 02/05/2007 | 1     | N/A   | Rio de Janeiro              |                                                         |
| Vitória | 9–0    | Luciano Macarrão       | Finalização (guilhotina)          | Sul Fight Championship 1             | 16/09/2006 | 1     | 4:40  | Santa Catarina              |                                                         |
| Vitória | 8–0    | Jetro Amaral           | Finalização (chave de braço)      | Storm Samurai 10                     | 28/01/2006 | 1     | N/A   | Brasil                      |                                                         |
| Vitória | 7–0    | Piri Piri              | Finalização (guilhotina)          | Floripa Fight 1                      | 26/11/2005 | 1     | 0:55  | Florianópolis               |                                                         |
| Vitória | 6–0    | Einstein Santana       | Finalização (guilhotina)          | Battle Front 1                       | 29/05/2005 | 1     | N/A   | Brasil                      |                                                         |
| Vitória | 5–0    | Jorge Santos Velho     | Nocaute Técnico                   | GP: Tornado 5                        | 19/03/2005 | 1     | N/A   | Caxias do Sul               |                                                         |
| Vitória | 4–0    | Giovani Diniz          | Nocaute                           | Profight Championships 3             | 31/01/2005 | N/A   | N/A   | Brasil                      |                                                         |
| Vitória | 3–0    | Lindomar Silva         | Finalização (guilhotina)          | GP: Tornado 3                        | 28/10/2004 | N/A   | N/A   | Brasil                      |                                                         |
| Vitória | 2–0    | Michel Michel          | Nocaute                           | GP: Tornado 2                        | 18/07/2004 | 1     | 0:30  | Brasil                      |                                                         |
| Vitória | 1–0    | Jorge dos Santos Velho | Nocaute Técnico (socos)           | Copa Gaucha: Fight Center 2          | 15/05/2004 | 2     | N/A   | Caxias do Sul               |                                                         |